# Sungelebak
Sungelebak is een bestuurslaag in het regentschap Lamongan van de provincie Oost-Java, Indonesië. Sungelebak telt 5110 inwoners (volkstelling 2010).